# Sancie d'Aragon (1186-1241)
Pour les articles homonymes, voir Sancie d'Aragon.
Sancie d'Aragon (en catalan, Sança d'Aragó, Saragosse, 1186 † après 1241) est une princesse aragonaise devenue par mariage comtesse de Toulouse et marquise de Provence entre 1211 et 1241.

## Biographie
Elle est la troisième des quatre filles du roi troubadour Alphonse le Chaste d'Aragon et de Sancha de Castille, la petite-fille par la lignée paternelle du comte de Barcelone Raimond-Bérenger IV et de la reine Pétronille, et par lignée maternelle du roi Alphonse VII de León et Castille et de Richezza de Pologne. Elle a huit frères et sœurs, parmi lesquels le roi Pierre le Catholique, le comte Alphonse II de Provence, la reine de Hongrie puis impératrice Constance et enfin Éléonore, cinquième épouse de Raymond VI de Toulouse (père de Raymond VII). 
Son frère le roi Pierre mène une politique matrimoniale très active : il a marié stratégiquement Constance, puis Éléonore et il parvient à s'assurer définitivement de l'alliance avec les puissants comtes de Toulouse en donnant également Sancie en épouse vers 1211 au comte Raymond VII, issu du mariage de Raymond VI avec Jeanne d'Angleterre, dont elle devient la première femme. Sancie devient ainsi la bru de sa sœur aînée. Cette union a notamment pour but de créer un front solide face à la Croisade des Albigeois lancée par le pape Innocent III contre Raymond VI.
De cette union est née une fille unique, Jeanne de Toulouse (1220–1271), comtesse de Toulouse qui a épousé Alphonse III de Poitiers en 1241.
Le 13 novembre 1218, Sancie confirme au nom de son beau-père les privilèges de la ville de Nîmes. 
En 1222, à la mort de Raymond VI, son fils Raymond VII lui succède dans les titres de comte de Toulouse, duc de Narbonne et marquis de Provence, tout en continuant la lutte contre les Croisés anti-Albigeois, qu'il bat avec l'aide de son allié Roger-Bernard le Grand, comte de Foix. Le conflit se termine peu après avec la défaite des Croisés. 
Après deux années d'une paix relative et peu après les grands conciles de Paris et de Bourges, le nouveau roi de France, Louis VIII, obtient l'excommunication du nouveau comte et relance la croisade en 1226, déclarant que toutes les terres conquises aux hérétiques appartiennent de droit à la couronne de France. Il organise le Languedoc comme une partie du domaine français.
Mais c'est Louis IX, qui a succédé à son père la même année, qui en tirera les fruits. En 1228, Toulouse subit son énième assaut, qui se conclut avec la prise de la ville et la destruction de ses fortifications. 
En 1229, les principaux antagonistes arrivent à un compromis : Raymond VII conservait le comté de Toulouse et le marquisat de Provence, privé des territoires du duché de Narbonne et de la vicomté de Nîmes et des territoires situés aux frontières de l'empire perdus par Raymond VI en 1215 (Raymond VII fut contraint de céder définitivement Avignon et le Comtat Venaissin à l'Église). Le comte devenait toutefois vassal de la France, avec l'obligation de marier son unique héritière, Jeanne, au frère de Saint Louis, Alphonse.
En 1241, Sancie, qui n'était pas parvenue à mettre au monde d'autres héritiers et était désormais trop âgée pour lui donner un fils (elle avait alors 55 ans), mais également parce que l'alliance entre Toulouse et l'Aragon n'était plus nécessaire à Raymond, fut mise à l'écart par le comte, qui en divorça et se fiança avec Sancie de Provence, troisième fille du comte de Provence et de Forcalquier, Raimond-Bérenger IV. Le mariage ne se réalisa cependant pas car une dispense papale était nécessaire : le pape Célestin IV venait de mourir et Innocent IV ne sera élu que plus d'un an après son décès. L'engagement est rompu, la jeune princesse épousera Richard de Cornouailles.
Sancie d'Aragon meurt peu après le divorce.